# Carlos Carmona
Carlos Emilio Carmona Tello (Coquimbo, 21 februari 1987) is een Chileens betaald voetballer die doorgaans als verdedigende middenvelder speelt. Hij verruilde Atlanta United in januari 2018 voor Colo-Colo. Carmona debuteerde in juni 2008 in het Chileens voetbalelftal, waarvoor hij meer dan vijftig interlands speelde.

## Clubcarrière
Carmona debuteerde in 2004 in de betaald voetbal bij Club de Deportes Coquimbo Unido uit zijn geboortestad. Hij speelde er in vier seizoenen bijna honderd competitiewedstrijden. Toen de club in 2007 uit de Primera División degradeerde, verkaste hij naar Club Deportivo O'Higgins om daar voor zijn vijfde seizoen op het hoogste niveau in Chili uit te komen. Carmona's verblijf hier bleef bij één seizoen, want in juni 2008 tekende hij bij Reggina Calcio. Daarmee speelde hij in het seizoen 2008/09 in de Serie A, maar werd hij voorlaatste in de eindstand, waarop degradatie naar de Serie B volgde. Na twee seizoenen in de Serie B bij Reggina maakte hij de overstap naar Atalanta Bergamo.

## Interlandcarrière
Carmona nam met de nationale jeugdselectie deel aan het WK –20 in 2005 in Nederland, waar de ploeg van bondscoach José Sulantay in de achtste finales werd uitgeschakeld door gastland Nederland (3-0).
Carmona speelde op 5 juni 2008 tegen Guatemala zijn eerste interland voor het Chileense nationale team, nadat hij eerder al uitkwam voor Chili U20 en Jong Chili (onder 23). Bondscoach Marcelo Bielsa stelde hem vervolgens regelmatig op gedurende de kwalificatie voor het WK 2010 en nam hem ook mee naar het hoofdtoernooi. Carmona speelde er de eerste twee groepswedstrijden tegen Honduras (0-1 winst) en Zwitserland (1-0 winst) van begin tot eind. Door in beide wedstrijden een gele kaart op te lopen, was hij de derde poulewedstrijd tegen Spanje (1-2 verlies) geschorst, maar in de achtste finale tegen Brazilië (3-1 verlies) stond hij weer in de basis..
Op 9 november 2011 raakte Carmona in opspraak, omdat bondscoach Claudio Borghi hem en vier andere internationals uit zijn selectie verwijderde in de aanloop naar de WK-kwalificatieduels tegen Uruguay en Paraguay. Het vijftal, met verder Jorge Valdivia, Jean Beausejour, Gonzalo Jara en Arturo Vidal, zou te laat zijn komen opdagen bij een training nadat zij dronken waren teruggekomen na een avondje vrijaf. "Drie kwartier later dan afgesproken en in een staat die niet bij een profvoetballer past", zei Borghi.
Carmona maakte deel uit van de selectie van bondscoach Jorge Sampaoli op het WK voetbal 2014 in Brazilië.